# Марк Ветурій Красс Цікурін
Марк Вету́рій Красс Цікурі́н (лат. Marcus Veturius Crassus Cicurinus; V—IV століття до н. е.) — політичний, державний та військовий діяч Римської республіки, військовий трибун з консульською владою 399 року до н. е.

## Біографія
Походив з патриціанського роду Ветуріїв. По батьків, дитячі роки відомостей не збереглося.
У 399 році до н. е. його було обрано військовим трибуном з консульською владою разом з Гнеєм Генуцієм Авгуріном, Гнеєм Дуілієм Лонгом, Луцієм Атілієм Пріском, Марком Помпонієм Руфом, Волероном Публілієм Філоном. Був єдиним патрицієм серед трибунів цієї каденції. На цій посаді разом із колегами боровся проти моровиці невідомої хвороби в Римі. Разом з тим тривала війна проти міста Вейї, римські війська розбили племена фалісків та капенців з району Капена, що прийшли на допомогу Вейї.
З того часу про подальшу долю Марка Ветурія Красса Цікуріна згадок немає. 